# Comté de Perkins (Dakota du Sud)
Pour les articles homonymes, voir Comté de Perkins et Perkins.
Le comté de Perkins est un comté situé dans l'État du Dakota du Sud, aux États-Unis. En 2010, sa population est de 2 982 habitants. Son siège est Bison.

## Histoire
Créé en 1908, le comté est nommé en l'honneur de Henry E. Perkins, sénateur de Sturgis au sein de la législature d'État du Dakota du Sud.

## Villes du comté
- City :
  - Lemmon
- Town :
  - Bison
- Census-designated place :
  - Prairie City

## Démographie
Selon l'American Community Survey, en 2010, 98,50 % de la population âgée de plus de 5 ans déclare parler l'anglais à la maison, 0,89 % l'allemand et 0,62 % une autre langue.
| 1910   | 1920  | 1930  | 1940  | 1950  | 1960  |
| ------ | ----- | ----- | ----- | ----- | ----- |
| 11 348 | 7 993 | 8 717 | 6 585 | 6 776 | 5 977 |

| 1970  | 1980  | 1990  | 2000  | 2010  | - |
| ----- | ----- | ----- | ----- | ----- | - |
| 4 769 | 4 700 | 3 932 | 3 363 | 2 982 | - |